# Неодимов магнит
Неодимовите магнити са постоянни магнити, направен от сплав на неодим, желязо и бор – Nd2Fe14B.
Неодимовите магнити са много мощни за масата си, но са крехки и най-мощните видове губят магнетизма си при температура над 80 °C. По-термоустойчивите видове могат да работят при температура над 200 °C и дори 230 °C, но тяхната сила е незначително по-голяма от тази на самариево-кобалтовите магнити.

## Приложения
Неодимовите магнити заместват пренебрежимо по-слабите и значително по-термоустойчивите самариево-кобалтови магнити, предимно поради по-ниската си цена.
Неодимови магнити се използват там, където са необходими малки, но мощни магнити – в компютърните твърди дискове, в слушалки и високоговорители и в магнитни детски играчки.
Поради голямата си сила, те са популярни и сред хобистите – дори и малките магнити имат изумителни свойства. Чудесна училищна демонстрация на ефектите на Закона на Ленц в не-феритни метали може да се получи, ако се пусне силен неодимов магнит през медна тръба. Магнитът ще се спуска забележимо бавно, докато пада - ефектът може да се засили, ако преди това тръбата е била потопена в течен азот, тъй като по този начин се увеличава нейната проводимост.

## Опасност за здравето
С неодимовите магнити винаги трябва да се борави внимателно. Някои с размерите на монета са достатъчно силни да вдигнат над 10 килограма. Силни магнитните полета могат да нарушат работата на някои медицински електронни устройства от рода на пейсмейкърите, така че неодимовите магнити са опасни за пациентите с такива устройства. Погълнати, те могат да предизвикат смъртоносни усложнения като прищипят червата.
Тъй като силата им се увеличава с увеличаването на размерите, по-големите неодимови магнити могат сериозно да прищипят кожа или пръсти и дори да чупят кости когато бъдат привлечени внезапно от магнитен предмет. Работата с голям неодимов магнит в близост до малки магнитни обекти (ключове, писалки и други), както и до големи магнитни повърхности, може да бъде опасна, ако човек се озове между магнита и магнитните предмети или повърхности.
Неодимовите магнити се произвеждат по специален начин и обикновено са много крехки. Често са покрити с някакъв метал (например никел). Могат да се счупят при температури над 150 °C или при удар под въздействието на собственото си ускорение. Ако това се случи, в някои случаи парчета могат да отхвръкнат с опасна за здравето сила.

## Други опасности
Неодимовите магнити могат да причинят невъзстановима загуба на данни в магнитни носители (от рода на дискети). Те вероятно са и единствените постоянни магнити, достатъчно силни да изтрият информацията върху магнитната лента на кредитна карта.